# 조두남
조두남(趙斗南, 1912년 11월 3일 ~ 1984년 11월 8일)은 일제강점기와 대한민국의 작곡가 겸 서양 고전 클래식 음악 피아노 연주자였었다. 아호는 석호(夕湖).

## 생애

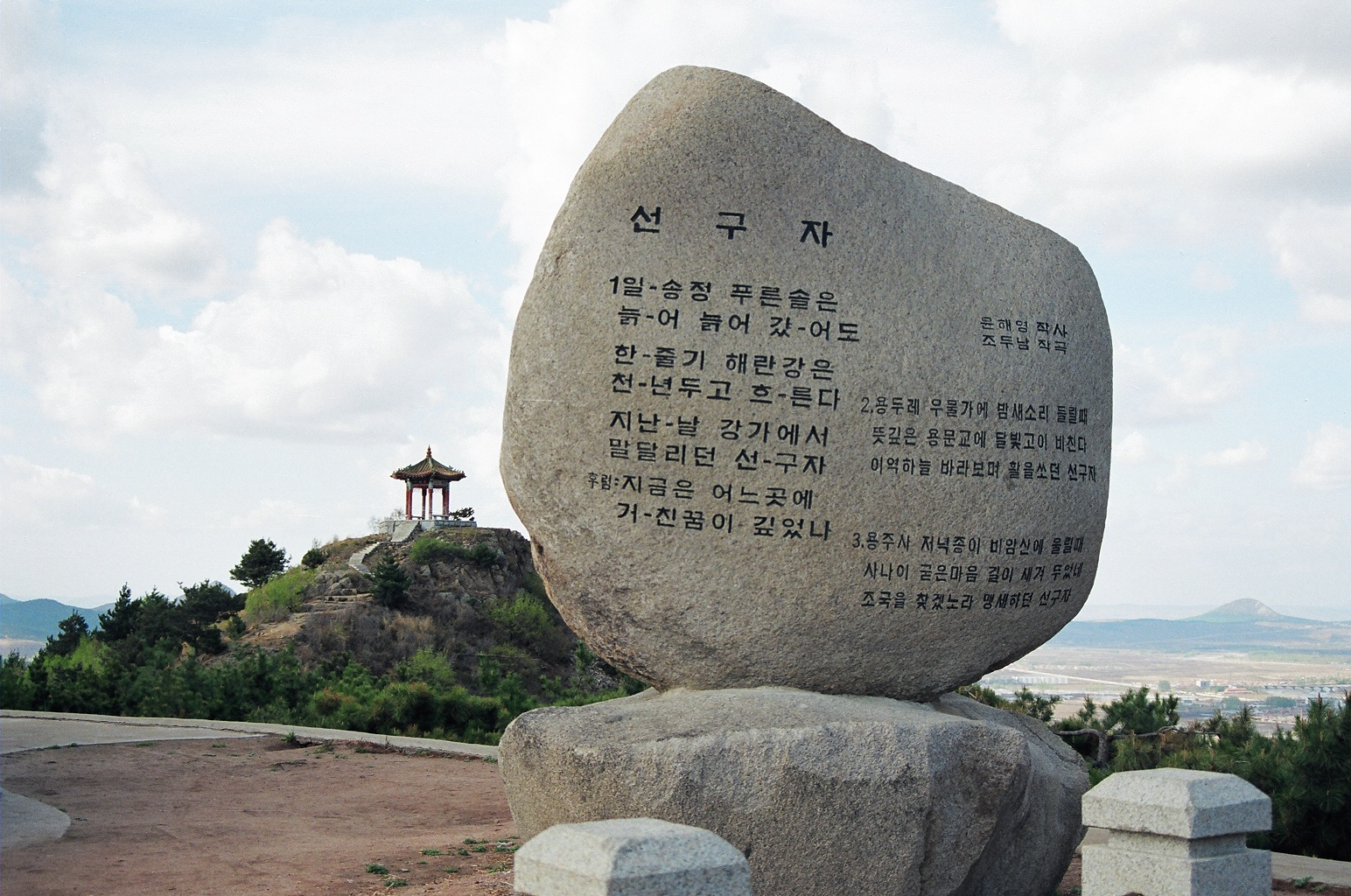
조두남작곡의 선구자 노래비

평양의 서구적으로 개화한 가톨릭 가정에서 태어나 어릴 때 미국 출신의 신부 조지프 캐논스에게 서양 음악과 작곡을 배웠다. 11세이던 1923년에 가곡 〈옛이야기〉를 작곡해 작곡가로 데뷔했을 만큼 자질을 보였고, 17세 때 첫 가곡집을 발간했으며, 21세 때 가곡 〈선구자〉를 작곡했다.
평양 숭실학교를 졸업한 뒤 만주에서 활동했다. 광복 이후 귀국하여 서울에서 창작 활동을 하였고, 한국 전쟁 후에는 마산에 정착하여 작곡 활동보다는 주로 피아노 교육에 매진했다. 1962년 한국문화예술단체총연합회 마산시지부의 초대 지부장에 오르는 등 마산 지역 예술 진흥에 많은 공헌을 했다.
대표곡으로는 "일송정 푸른솔은 늙어늙어 갔어도"라는 가사로 시작되는 가곡 〈선구자〉가 있다. 이 노래는 조두남이 만주에 머물 때 작곡한 곡으로 민족적 기상을 담은 것으로 알려져 널리 불렸으나, 원 제목은 〈룡정의 노래〉이며 내용도 알려진 바와 다르다는 주장이 제기되었다.
초기의 작품 경향은 서정적이나 후기에는 민족적 정서를 강조하는 쪽으로 변화했다. 1962년 경상남도문화상, 1976년 눌원문화상을 받았다.

## 대표작
〈선구자〉 외에도 다수의 가곡과 대규모 성악곡인 칸타타 〈농촌〉, 오페레타 〈에밀레종〉 등이 있다.

## 사후
조두남이 사망한 직후 문화훈장이 추서되었다.

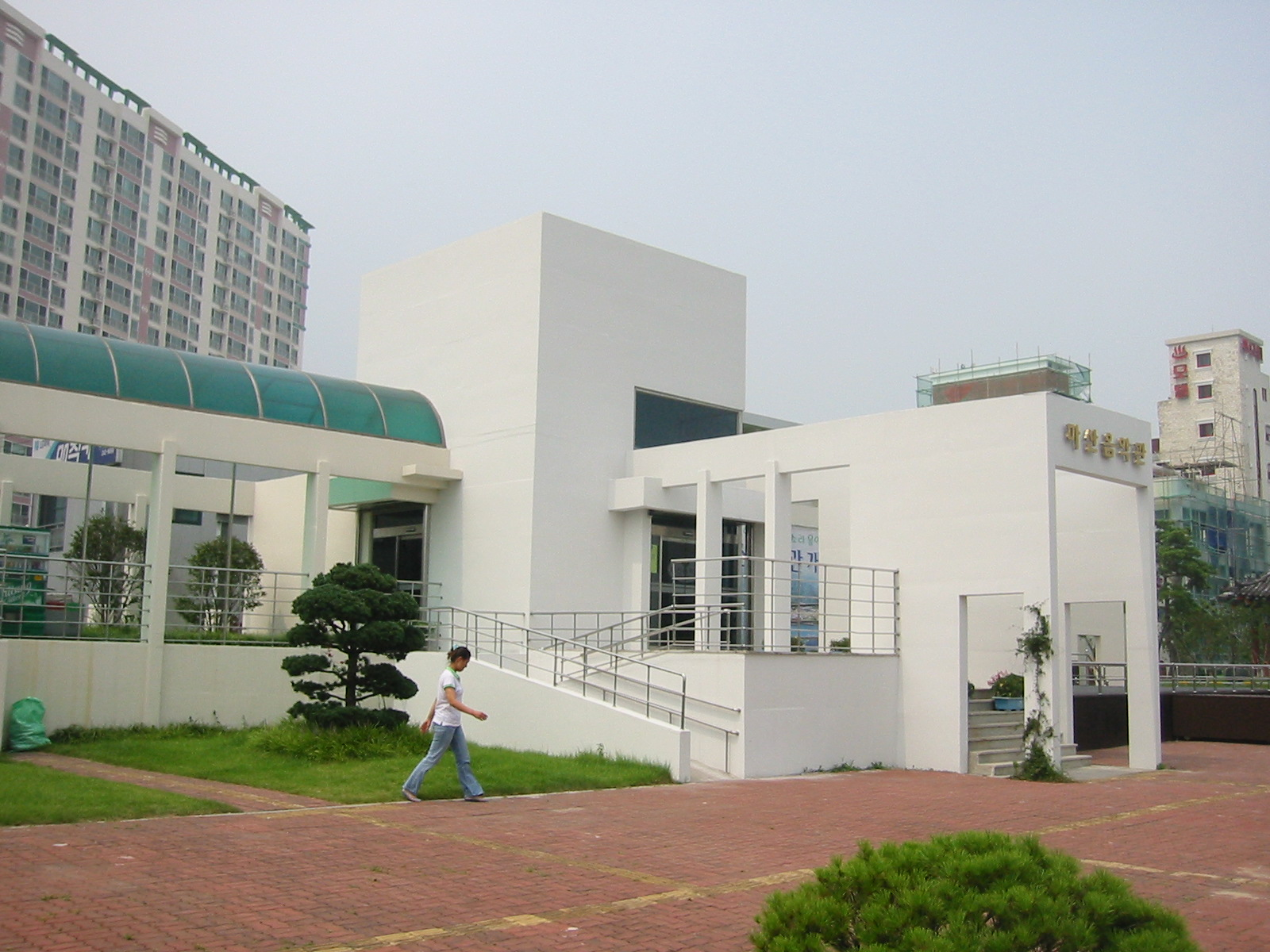
마산음악관

### 친일 논란
〈선구자〉의 작사자인 윤해영의 친일 행적이 드러나면서 만주에서의 조두남의 행적에 대한 의혹이 불거졌다. 연변 음악계 원로인 김종화는 2002년 조두남이 일제 강점기 말기에 전쟁 협력 성격이 짙은 〈징병제 만세〉, 〈황국의 어머니〉와 함께 일본의 만주국 건설을 찬양하는 내용의 〈아리랑 만주〉와 같은 노래를 작곡한 적이 있다고 밝혔다. 확인하기 어려운 오래전 만주에서의 행적이기 때문에 논란이 이어졌고 창원시 마산합포구 신포동의 조두남기념관 명칭을 놓고도 찬반 양론이 대치했다. 그 결과 조두남기념관은 개관 1개월이 채 못되어 휴관하였다. 결국 2005년 6월 15일, 조두남기념관을 마산음악관으로 개칭하고, 조두남 이외의 다른 지역 출신가들의 자료도 함께 전시하는 장소로 바꾸고 나서야 개관할 수 있었다.
2008년 민족문제연구소에서 친일인명사전에 수록하기 위해 정리한 친일인명사전 수록예정자 명단 음악 분야에 포함되었다.

## 같이 보기
- 선구자

## 참고자료
- 윤성효 (2002년 12월 2일). “'선구자' 작곡자 조두남 친일 의혹 - 마산 시민단체, "기념관 건립 미루고 의혹조사 나서야"”. 오마이뉴스. 2008년 5월 5일에 확인함.